# Vartox
Vartox es un superhéroe ficticio publicado por DC Comics. Vartox tiene un parecido sorprendente con el actor escocés Sean Connery y su nombre y apariencia se consideran una alusión a la película Zardoz de 1974 protagonizada por Connery.

## Historial de publicaciones
Apareció por primera vez en Superman  #281 (noviembre de 1974) y fue creado por Cary Bates y Curt Swan.

## Biografía ficticia del personaje
Vartox procede del planeta Valeron, en la galaxia sombrero. Vartox es un amigo e igual a Superman y los dos han compartido muchas aventuras juntos. En una historia posterior, Vartox, como Superman, pierde su mundo natal y adopta un nuevo mundo que ha jurado proteger. Es mayor que Superman, quien lo describió como "una fuerza para el bien en el universo cuando yo todavía era un niño pequeño" (Superman #375, septiembre de 1982: "La lapidación de Lana Lang"). Vartox se describió a sí mismo como "mucho más experimentado" que Superman (Superman #281, noviembre de 1974: "Mystery Mission to Metropolis"). Vartox está enamorado de Lana Lang y ha compartido rivalidad con Superman por su afecto.
En noviembre de 1974, la esposa de Vartox es asesinada después de que su "gemelo psíquico" en la Tierra sea asesinado. Dado que las dos mujeres están "vinculadas biológicamente", la esposa de Vartox también muere en el mismo momento. Después de descubrir que arrestar por la fuerza a su asesino conduciría a la pérdida de vidas inocentes, Vartox todavía planea llevar ante la justicia al asesino delegado de su esposa. Vartox viaja a la Tierra para atraer al hombre responsable, Frank "Killer" Sykes, a Valeron. Vartox engaña a Sykes para que lo acompañe voluntariamente (para que su juicio tenga el estatus legal adecuado), y aunque Superman persigue a la pareja, se da cuenta de la misión de Vartox y permite que Sykes sea extraditado y juzgado en Valeron, donde es declarado culpable de asesinato. En lugar de ser encarcelado, Sykes es sometido a un tratamiento que lo envejece sesenta años, la pena por asesinato en Valeron.

### Vernon O'Valeron
Más tarde, Valeron es destruido y Vartox asume temporalmente la identidad secreta de "Vernon O'Valeron", tomando un trabajo como oficial de seguridad temporal en la compañía de televisión y medios Galaxy Communications (donde, antes de la crisis, Superman trabajó como coanfitrión de la noche). noticiero, en su propia identidad secreta de Clark Kent). Mientras está en Galaxy, Vartox conoce y se enamora de Lana Lang, una vez la novia de la infancia de Superman y rival de hoy en día (con Lois Lane) por sus afectos. Sin embargo, cuando Lana y Vartox se conocen, ella ha abandonado su búsqueda de Superman por considerarla inútil, porque ha aceptado la realidad de que cualquier relación verdadera con un hombre que literalmente asumió la responsabilidad del mundo sobre sus hombros es casi imposible. Por lo tanto, a Lana le sorprende la amarga ironía de que "Vernon O'Valeron" resulta ser otro de esos hombres, agravada por el hecho de que el mundo en el que está comprometido Vartox era un planeta completamente diferente, y uno cuya atmósfera es venenosa para Terrícolas.

### Syreena
Durante otra de las estancias de Vartox en la Tierra, Lana se ve envuelta en un complejo complot de venganza orquestado por una ex amante de Vartox de Valeron. Syreena quiere venganza por lo que ella ve como la traición de Vartox hacia ella; en verdad, su "traición" fue arrestarla por actos criminales cometidos con una parte desviada de los poderes de Vartox, robados a él a través de un dispositivo disfrazado de amuleto que Syreena le había dado como un "regalo de amor".
Syreena primero les da a Vartox y Lana falsas esperanzas al transformar a Lana (con la apariencia de un "fantasma de energía") para que pueda respirar en la atmósfera de Tynola; luego hace que parezca que un rebote accidental de los rayos de "hiperenergía" de Vartox ha convertido a Lana en piedra. Mientras tanto, manipula mentalmente a Vartox desde lejos, apareciendo como su propio "fantasma" para volverlo irracional e incapaz de adivinar la verdad.
Al final, dos cosas arruinan el plan de Syreena: una, accidentalmente deja partes del amuleto que una vez le había dado a Vartox (que él había aplastado al enterarse de su secreto) en una de sus apariciones "fantasmales", dándole una prueba tangible de ella. supervivencia, y dos, en el fondo, todavía ama a Vartox y se encuentra incapaz de negarle la felicidad. Syreena restaura a Lana, a un costo terrible; el efecto no se puede disipar, solo transferir, condenando a Syreena a la "vida" como una estatua de piedra. Sin embargo, Vartox y Lana se ven obligados a separarse una vez más: el efecto que la habría dejado vivir en Tynola aparentemente estaba relacionado con el efecto de petrificación, y ambos se transfieren cuando Lana se "cura". Después de despedirse de Lana, Vartox abandona la Tierra y se lleva a Syreena con él.

### Post-Crisis
En 1999 se presentó una versión post-Crisis de Vartox por Dan Jurgens y Steve Epting. Hizo su debut en Superman vol.2 # 148, junto a dos otros extraterrestres denominados Vestion y Paz. Esta versión tiene poderes significativamente reducidos, aparentemente un poco menos que el Superman de post-Crisis, y un traje revisado. Una breve mención del mundo natal de Vartox, Valeron, se menciona en Team Superman # 1, en ese momento tenía un supercampeón llamado Ontor que afirmaba que era "el único inteligente que llevaba una capa a treinta y ocho años luz en todas las direcciones". Ontor muere en la historia; Vartox afirma ser el protector de Valeron en la historia posterior.

### Estado actual
En 2006, Kurt Busiek escribió en Comic Bloc Forum que Vartox reaparecería en un próximo arco de Superman, pero Busiek dejó a Superman antes de usar el personaje.
Vartox regresa en la serie en curso Power Girl. Todas las mujeres de Valeron han sido esterilizadas recientemente por una "bomba anticonceptiva", lo que llevó a Vartox a buscar el mejor espécimen femenino del universo, para que puedan aparearse y repoblar Valeron. Seleccionando a Power Girl como la principal candidata, Vartox llega a la Tierra y organiza una pelea con un Ix Negaspike, una criatura que es indestructible, en un intento por cortejarla. Power Girl rompe accidentalmente el dispositivo de contención de Vartox, por lo que es imposible devolver el Negaspike. Ella intenta detener el Negaspike congelándolo y destrozándolo, solo para que las piezas se vuelvan a formar en un enjambre de Negaspikes. Al darse cuenta de que la inteligencia de Negaspike está dividida entre sus partes, Power Girl y Vartox congelan y destrozan todos los Negaspikes individuales, reduciendo sus copias a "vacas espaciales indestructibles", antes de congelarlas nuevamente y lanzarlas al espacio. Vartox luego invita a Power Girl a cenar y ella acepta. Después de que Vartox describe la situación de su gente, hace que Power Girl ingrese a una "cámara de fertilidad", que combina sus fuerzas vitales para enviar un "rayo de embarazo" a Valeron, dejando embarazadas a todas las hembras y machos. Con su misión completa, Vartox parte.

## Poderes y habilidades
Vartox es descrito como un hiper-hombre que posee hiper-poderes. El origen de estos poderes nunca fue revelado aunque él ha afirmado que los adquirió siendo muy joven, no de nacimiento como le pasó a Superman a su llegada a la Tierra. Vartox ha dicho que sus poderes son "de naturaleza psíquica". La mayoría de los poderes de Vartox son manifestados como rayos de sus manos u ojos de diferentes colores, desde el rosa al naranja pasado por el blanco el azul, siendo los principales colores amarillo y dorado. Los poderes descritos aquí abajo son los originales adscritos a él antes de Crisis en Tierras Infinitas.
- Potente invulnerabilidad análoga al Superman de la Edad de Bronce. Vartox puede sobrevivir a la explosión de un planeta a bajo cero, puede sobrevivir en el espacio exterior sin respirar y la magia no tiene efecto en él. Su único punto débil conocido es cuando su hiper-fuerza es expulsada de él mediante alguna fuente exterior.
- Hiper-Fuerza, más grande que la de Superman.
- Hiper-Velocidad, siendo más rápida que la de Superman.
- Vuelo. Vartox es capaz sin ayuda de hacer un vuelo intergaláctico.
- Hiper-sentidos, que le permiten una mayor percepción a nivel sensorial. Hyper-visión evidenciada como análoga a la visión telescópica, visión microscópica (que llega incluso al nivel molecular) y la habilidad de ver a través de la sustancia (a diferencia de Superman, cuya visión de Rayos X no puede ver a través de ellas). La Hiper-Visión sirve también como una especie de máquina de visión temporal, haciéndole capaz de mirar el pasado de cualquier planeta donde él se encuentre. El oído de Vartox tiene también una gran capacidad, pudiendo escuchar el reloj de ultra-baja frecuencia que utiliza para llamar a Superman o escuchar una conversación que tenga lugar a varios kilómetros lejos de él.
- El hiper cuerpo de Vartox es descrito como "un hiper-cuerpo etéreo donde mora mi esencia psíquica. En ocasiones este "auto-fantasma" ha sido usado sin mi conocimiento, dirigido por mis deseos subconscientes". Este hiper-cuerpo es capaz de poseer a otra persona, tomar el control de ella o imbuirla de sus propios poderes. Alternativamente, Vartox puede temporalmente dar a otra persona sus hiper-poderes, dándole a los rivales su misma habilidad.
- Vartox ha demostrado algún tipo de control mental incluso a través de grandes distancias, pudiendo influir no solo en una persona si no en muchas o en todo un pueblo. Sin embargo, nunca ha mostrado poder leer los pensamientos o sentimientos de la gente. Vartox también puede proyectar sonidos e imágenes directamente en la mente de otra persona.
- Vartox una vez usó su hiper-poder para predecir una batalla futura entre él mismo y Superman.
- Vartox tiene poderes hiper-hipnóticos que ha usado varias veces para tomar la apariencia de otra persona.
- En una ocasión Vartox demostró poseer super-respiración.
- Vartox puede transformarse a sí mismo en energía pura, creando una ola de poder capaz de dejar inconsciente a Superman.
- Vartox ha mostrado la habilidad de teletransportarse a él mismo y otras personas a largas distancias.
- Vartox puede hacerse inmaterial y volver inmateriales otros objetos, incluso grandes muros, permitiendo que cualquiera pase a través de ellos sin problema alguno.
- Poderes de energía: Vartox puede emitir un rayos de energía de sus manos, ojos e incluso de sus pies. El nivel de poder puede desde sumir a alguien en la inconsciencia hasta proyectar rayos letales de desintegración.
- Telequinesis: Vartox posee varias formas de telequinesis que usa de diferentes maneras, manipulando su entorno, creando lluvia, maremotos, asfixiando a Superman con su propia capa o que la use de paracaídas, entre otros efectos.
- Poderes de frío: Vartox puede generar un hiper-frío para congelar un objetivo. Puede congelar una persona sólida por espacio de una hora, pero dejando al sujeto ileso. Así mismo Vartox tiene una especie de visión calorífica.
- Tecno-empatía: Vartox ha demostrado poseer la habilidad de interconectar mentalmente con computadoras superavanzadas de alta tecnología.
- Vartox también posee poderes magnéticos.
- Su hiper-energía puede dar forma a objetos y crear barreras y campos de fuerza.
- Vartox demostró ser capaz de transformar a un ser tridimensional en un ser bidimensional, incrementando drásticamente el peso de los objetos y en algunos casos manipular la materia a nivel molecular y atómico.
- Vartox puede emitir cierto tipo de gas paralizante a través de un par de ingenios que hay en sus botas, que podría ser indefenso incluso a Superman.
- Vartox también es un genio científico con un altísimo cociente intelectual.

Tras la primera Crisis, el poder de Vartox fue reducido. Puede volar, tiene cierto grado de invulnerabilidad y super-fuerza e hiper-velocidad un poco por debajo del Superman post-Crisis. También puede generar campos de fuerza y lanzar destructivos hiperrayos.
La última encarnación de Vartox en la serie de Power Girl (probablemente no como parte regular de la misma) describió sus poderes como "...aliento de hielo, habilidad de volar, invulnerabilidad, superfuerza y supersentidos, telequinesis, telepatía y proyección de energía, proyección astral y la habilidad de transferir estos poderes a otros."

## Habilidades y facultades
Vartox se describe como un soporte para tecnología Hyper-hombre, que poseen tecnología Hyper-poderes. Nunca se revela el origen de estos poderes, pero Vartox estado "adquirió" sus soporte para tecnología hiper-poderes como un joven man(Superman #374, August 1982: "Love is deadlier...the second time around"), por lo que no había nacido con ellos como Superman propio. Vartox declararon que sus poderes "psíquico por naturaleza"(Action Comics #499, September 1979: "As the World Turns...for the Last Time."). La mayoría de poderes de Vartox son manifiesto como vigas forman sus manos o los ojos y van desde la Rosa a azul en color, aunque principalmente parecen amarillo. Los poderes que se describen a continuación son adscribirse a la Vartox original.
Invulnerability aproximadamente análoga a la edad de bronce de Superman. Vartox sobrevive la explosión de un planeta en el terreno cero, puede sobrevivir sin respiración en el espacio profundo y se dice que no debilidad a la magia. Su vulnerabilidad se muestra sólo resulta su tecnología hyper-poder es siphoned lejos por una fuente externa.
Soporte para tecnología Hyper-strength, descrito como el mayor de Superman.
Soporte para tecnología Hyper-Speed, descrito como el mayor de Superman.
El vuelo. Vartox es capaz de vuelo intergaláctico sin ayuda.
Soporte para tecnología Hyper-sentidos. Estos adoptar al menos dos de los formas, aunque hay posiblemente más. Soporte para tecnología Hyper-visión, pone de manifiesto como visión análogo a telescópico, vision(at least to a molecular level) microscópica y la capacidad de ver a través de cualquier sustancia (a diferencia del visión propio de Superman de rayos X que no se puede ver a través de plomo). Soporte para tecnología Hyper-Vision también impulsado para que pueda ver el pasado de otro planeta en lugar de lo que estaba situado en una máquina de tiempo-visualización. Vartox también tiene algún tipo de super-hearing como él fue capaz de escuchar la señal de ultra-sonic de Jimmy Olsen ver.
Vartox tiene un soporte para tecnología Hyper-cuerpo que él ha descrito como "un soporte etéreo para tecnología Hyper-cuerpo que habita en mi esencia física. En ocasiones se han enviado este 'autónomos fantasma' en acción sin mi conocimiento--dirigida por mis propios deseos subconsciente"(S núm. 373, Jul de 1982: lang de lana de despedida a la tierra"). Esta tecnología hyper-cuerpo es capaz de poseer a otra persona, imbuing ese órgano con poderes del propio Vartox. Alternativamente, Vartox también temporalmente puede impulsar a otra persona con una parte de su tecnología hyper-poder, dándoles habilidades que competir con su propia.
Vartox ha demostrado algunas habilidades de control de cuenta, incluso a través de una gran distancia y tantas personas como una ciudad entera. A pesar de ello, ha demostrado nunca directamente cualquier habilidades en la telepatía o empatía. Esto podría deberse a que él es capaz de radiodifusión psíquicos pero no está psíquicos receptivo o sea debido a algunos postura moral personal contra invadir la privacidad de los demás.
Vartox es poseído de soporte para tecnología Hyper-potencia que él se manifiesta en una variedad de formas de lucha contra la delincuencia. Estas variaciones incluyen tales poderes como soporte para tecnología Hyper-visión (y otros sentidos de soporte para tecnología Hyper-), soporte para tecnología Hyper-teleportation, soporte para tecnología Hyper-remoto-control-golpes (una forma de telekinesis), telekinesis y soporte para tecnología Hyper-cargos (spherial globos de energía)--incluyendo el soporte para tecnología Hyper-erradicación-cargo poderoso.
Su soporte para tecnología Hyper-Potencias pueden también utilizarse para desmaterializar temporalmente materia sólida, que pasan por las barreras ileso.
Él puede convertirse también en un ser de pura tecnología hyper-energía, poder Enfréntese gravedad y las leyes de la física. También él puede fuego blastos de calor y frío, que puede grabar a una persona o les congelar en el lugar. También se puede forma su tecnología hyper-energía para hacer de objetos, como redes y fuerza de burbujas. Sus poderes son psíquicos, permitiendo que le fuego mente tornillos, comunicar mentalmente y convertir ilusiones.
Vartox es también super fuerte, invulnerable y capaz de volar (un poder que puede ser aumentado por dispositivos conectados a su botas). Él es capaz de transferir temporalmente estos poderes a los demás. Así, él puede comunicarse a través de longitudes de onda ultra mientras que en el espacio.
Vartox es también un consumado inventor y genio científico.

## En otros medios

### Televisión
- Vartox hizo su primera aparición de acción en vivo en el piloto de la serie de televisión Supergirl, interpretado por Owain Yeoman.[7] Se muestra que Vartox tiene velocidad, fuerza e invulnerabilidad a la par o superando a Supergirl. En la serie, Vartox es un fugitivo de una antigua prisión kryptoniana dentro de la prisión de la Zona Fantasma Fort Rozz que se había estrellado en la Tierra. Después de la primera aparición de Supergirl, se ordena a Vartox que la mate. Supergirl lo derrota en su escaramuza. Para evitar la captura, Vartox se suicida con su propia arma.

### Varios
- En 1985, EMI produjo un drama de audio de 40 minutos llamado Death From A Distant Galaxy en el que Vartox tiene un conflicto con Superman. La historia fue lanzada en casete y está basada en los cómics de Superman #373 - #375.